# Pacte de Brindes
Le pacte de Brindisi est conclu entre Octavien et Marc Antoine en septembre 40 av. J.-C. : Antoine est reconnu comme maître de l'Orient et Octavien de l'Occident, tandis que Lépide reste maître de l'Afrique.

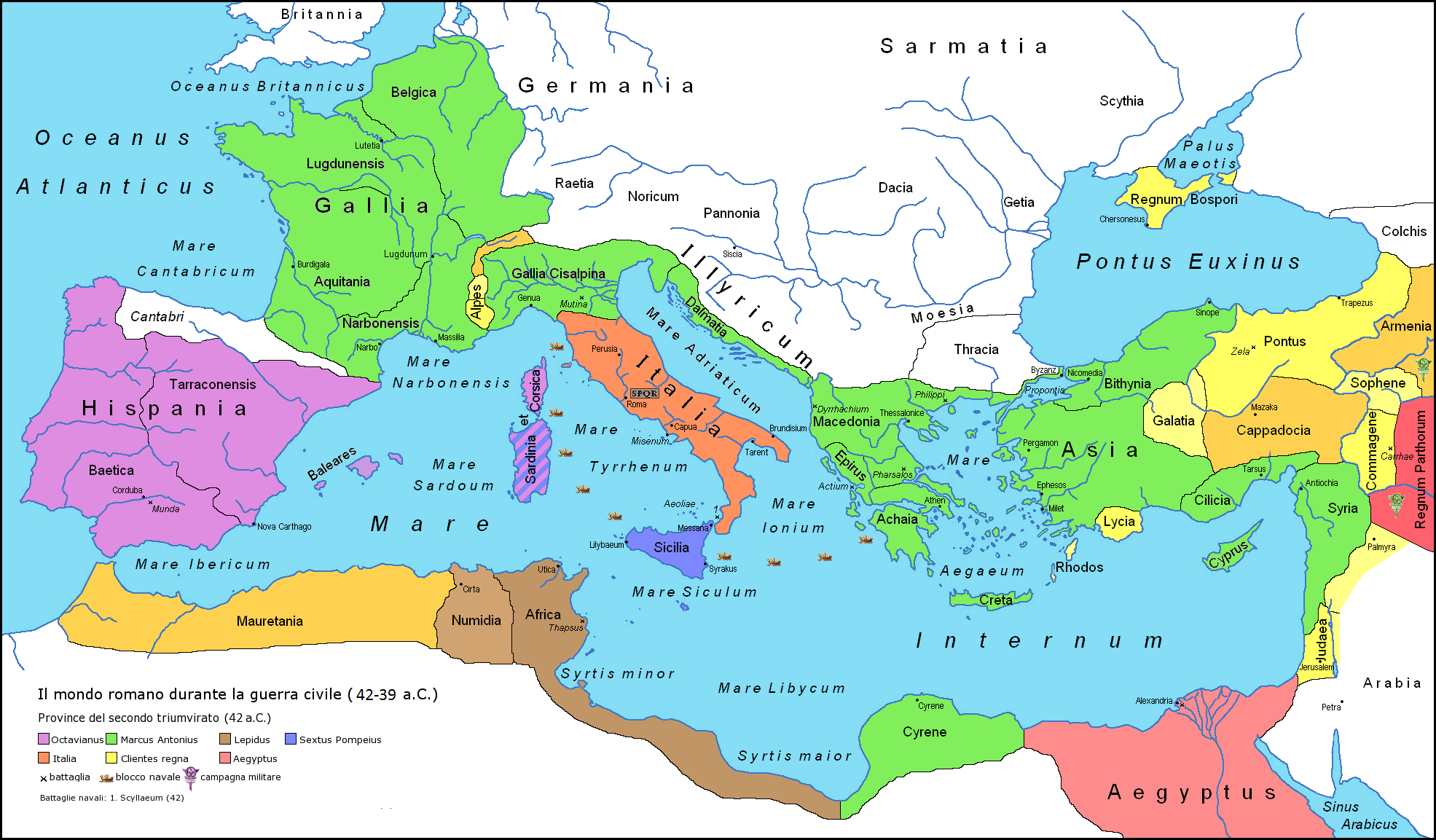
Carte de la République romaine en 42 :
Marc Antoine.
Lépide.
Octavien.
Indivise entre les triumvirs.
Sextus Pompée.
États clients de Rome.
Égypte ptolémaïque.
Empire parthique.

## Contexte
Lors de la bataille de Philippes où les triumvirs triomphent des « Républicains » à l'automne 42, la victoire de Marc Antoine est totale. Sa position dominante se reflète dans la division des terres romaines qui s'ensuit : il prend en charge la réorganisation de l'Orient mais conserve aussi ses provinces de Gaule chevelue et Cisalpine, tout en y ajoutant la Narbonnaise aux dépens de Lépide. Ce dernier, non présent à Philippes, perd aussi l'Hispanie au profit d'Octavien, et se voit seulement confier l'Afrique, se voyant réduit à un rôle secondaire. L'Italie reste indivise, mais c'est à Octavien que revient la lourde et impopulaire tâche de démobiliser et installer les vétérans sur les terres italiennes.
À la fin de l'année 42, Octavien se retrouve à la tête de l’Italie avec pour mission d'assigner des terres aux vétérans des guerres civiles. Cette mission est très délicate et il se retrouve rapidement avec une partie de la noblesse contre lui. Un conflit éclate entre lui et Fulvie, l'épouse de Marc Antoine, aidée du frère d'Antoine, Lucius Antonius : c'est la guerre de Pérouse. Ce conflit s'achève en février 40 par la prise de Pérouse et la reddition de Lucius Antonius.
Octavien rentre à Rome glorieux à la suite de sa victoire puis part en Gaule s'emparer des légions antoniennes. Il doit bientôt faire face à l'arrivée d'Antoine en Italie en août 40. Depuis quelques semaines, Sextus Pompée ravage les côtes italiennes, mettant en péril la situation d'Octavien. Agrippa, responsable de Rome et de l’Italie, repousse Pompée, reprend quelques villes qui se sont soulevées pour Antoine et fait partie des intermédiaires qui parviendront à la paix entre Antoine et Octavien. Les vétérans empêcheront un conflit entre Octavien et Antoine en Italie, et la mort opportune de Fulvie vient arranger la situation. Les triumvirs s'entendent alors à nouveau sur leurs compétences respectives lors d'une entrevue en septembre 40 dans la ville de Brindisi.

## Pacte de Brindisi
Les deux triumvirs renouvellent leur alliance et le partage de l'Empire : Antoine est reconnu comme maître de l'Orient et Octavien de l'Occident, la ville de Scodra en Illyrie marquant la frontière entre les deux. Antoine perd donc là les Gaules, Lépide est maintenu en Afrique et l'Italie restant indivise.
Les triumvirs désignent les consuls pour l'année à venir, l'an 39 : Caius Calvisius Sabinus et Lucius Marcius Censorinus. Ils sont les deux seuls sénateurs qui essaient de défendre Jules César quand ses assassins le poignardent le 15 mars 44 av. J.-C.,, et leur consulat sous le triumvirat est considéré comme une reconnaissance de leur loyauté. 
Pour sceller ce nouveau pacte, Antoine épouse Octavie, la sœur d'Octavien.
La réconciliation est fêtée dans tout l'Empire qui espère entrer dans une nouvelle ère de paix.

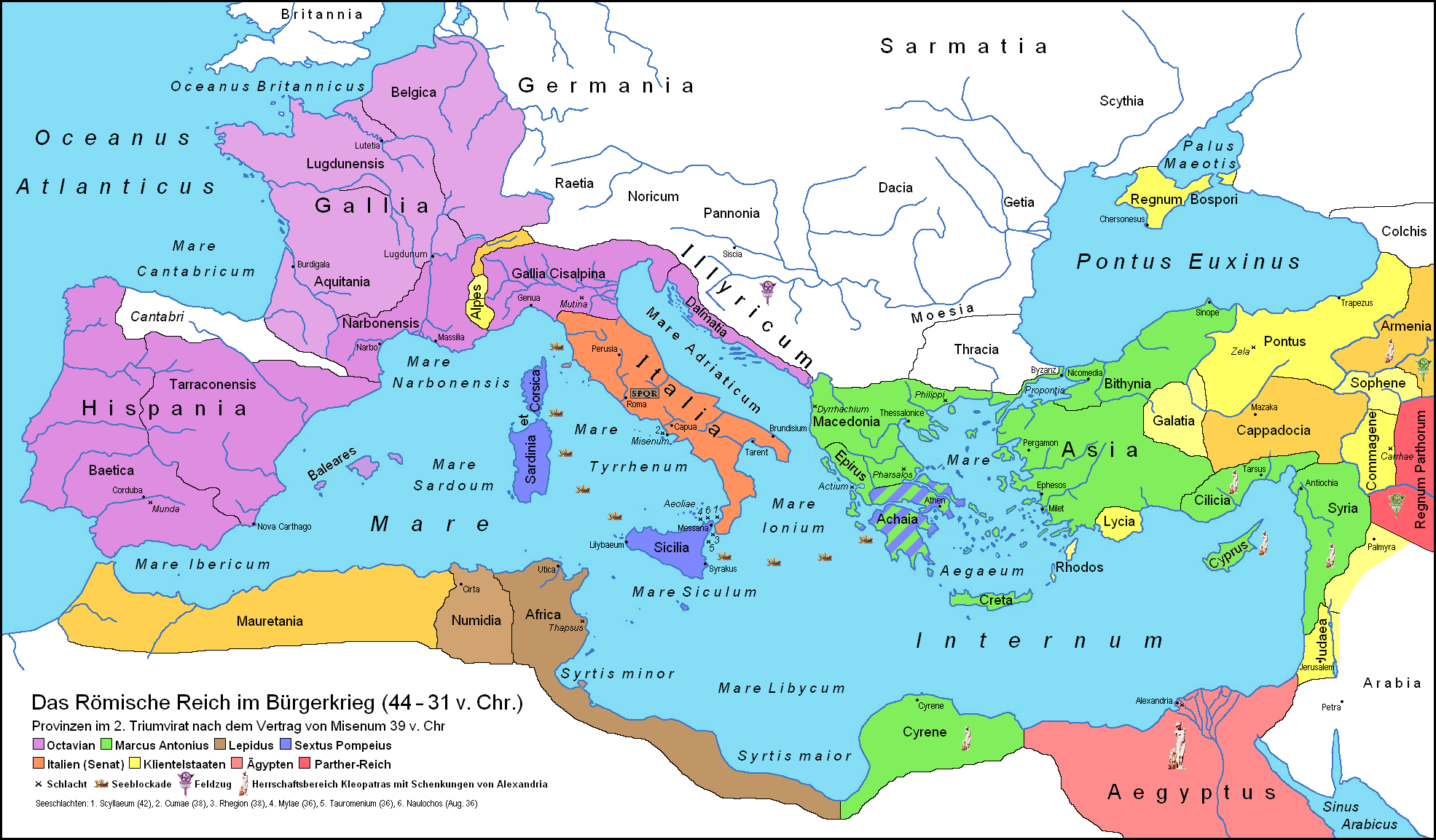
Carte de la République romaine en 39 :
Marc Antoine.
Lépide.
Octavien.
Indivise entre les triumvirs.
Sextus Pompée.
États clients de Rome.
Égypte ptolémaïque.
Empire parthique.

Un autre accord, celui de Misène en 39, octroie à Sextus Pompée les îles italiennes ainsi que le Péloponnèse.